# Maria Natalia Londa
Maria Natalia Londa (Denpasar, 29 ottobre 1990) è una lunghista e triplista indonesiana, detentrice dei record nazionali della specialità.
Ha preso parte ai Giochi olimpici di Rio de Janeiro 2016, occasione in cui è stata portabandiera nel corso della cerimonia d'apertura.

## Record nazionali
- Salto in lungo: 6,70 m ( Singapore, 10 giugno 2015)
- Salto in lungo indoor: 6,18 m ( Hangzhou, 15 febbraio 2014)
- Salto triplo: 14,17 m ( Naypyidaw, 17 dicembre 2013)

## Palmarès
| Anno | Manifestazione                    | Sede           | Evento         | Risultato | Prestazione | Note |
| ---- | --------------------------------- | -------------- | -------------- | --------- | ----------- | ---- |
| 2007 | Mondiali                          | Osaka          | Salto triplo   | 28ª (q)   | 12,94 m     |      |
| 2007 | Giochi asiatici indoor            | Macao          | Salto triplo   | 4ª        | 12,81 m     |      |
| 2008 | Campionati asiatici juniores      | Giacarta       | Salto triplo   | Argento   | 13,24 m     |      |
| 2009 | Giochi asiatici indoor            | Hanoi          | Salto in lungo | 9ª        | 5,88 m      |      |
| 2009 | Giochi asiatici indoor            | Hanoi          | Salto triplo   | 8ª        | 13,04 m     |      |
| 2009 | Giochi del Sud-est asiatico       | Vientiane      | Salto in lungo | Bronzo    | 6,23 m      |      |
| 2009 | Giochi del Sud-est asiatico       | Vientiane      | Salto triplo   | Bronzo    | 13,31 m     |      |
| 2011 | Giochi del Sud-est asiatico       | Palembang      | Salto in lungo | 6ª        | 6,47 m      |      |
| 2011 | Giochi del Sud-est asiatico       | Palembang      | Salto triplo   | Argento   | 13,73 m     |      |
| 2013 | Giochi del Sud-est asiatico       | Naypyidaw      | Salto in lungo | Oro       | 6,39 m      |      |
| 2013 | Giochi del Sud-est asiatico       | Naypyidaw      | Salto triplo   | Oro       | 14,17 m     |      |
| 2013 | Universiadi                       | Kazan'         | Salto in lungo | 11ª       | 6,19 m      |      |
| 2014 | Campionati asiatici indoor        | Hangzhou       | Salto in lungo | 4ª        | 6,18 m      |      |
| 2014 | Giochi asiatici                   | Incheon        | Salto in lungo | Oro       | 6,55 m      |      |
| 2014 | Giochi asiatici                   | Incheon        | Salto triplo   | 10ª       | 13,39 m     |      |
| 2015 | Giochi del Sud-est asiatico       | Singapore      | Salto in lungo | Oro       | 6,70 m      |      |
| 2015 | Giochi del Sud-est asiatico       | Singapore      | Salto triplo   | Oro       | 13,75 m     |      |
| 2016 | Giochi olimpici                   | Rio de Janeiro | Salto in lungo | 26ª (q)   | 6,29 m      |      |
| 2017 | Giochi della solidarietà islamica | Baku           | Salto in lungo | Argento   | 6,30 m      |      |
| 2017 | Giochi del Sud-est asiatico       | Kuala Lumpur   | Salto in lungo | Argento   | 6,47 m      |      |
| 2017 | Giochi del Sud-est asiatico       | Kuala Lumpur   | Salto triplo   | Argento   | 13,52 m     |      |
| 2018 | Giochi asiatici                   | Giacarta       | Salto in lungo | 5ª        | 6,45 m      |      |
| 2019 | Mondiali                          | Doha           | Salto in lungo | 26ª (q)   | 6,36 m      |      |
| 2019 | Giochi del Sud-est asiatico       | Manila         | Salto in lungo | Oro       | 6,47 m      |      |
| 2019 | Giochi del Sud-est asiatico       | Manila         | Salto triplo   | Argento   | 13,60 m     |      |
| 2023 | Campionati asiatici               | Bangkok        | Salto in lungo | 9ª        | 5,97 m      |      |
| 2023 | Giochi asiatici                   | Hangzhou       | Salto in lungo | 10ª       | 5,98 m      |      |